# Kimigayo
El Kimigayo (君が代), traduït sovint com "que el seu regnat duri eternament", és l'himne nacional del Japó, i és un dels himnes nacionals més curts del món. La lletra està basada en un poema yamato-uta escrit en el període Heian, cantada amb una cançó escrita a finals de l'era Meiji de l'Imperi del Japó. L'actual cançó va ser elegida el 1880, la qual va reemplaçar a una cançó impopular composta onze anys abans (composta per John William Fenton).
Tot i que el Kimigayo va ser l'himne nacional de facto per un llarg temps, va ser reconegut legalment el 1999, amb la promulgació de la llei sobre la bandera i l'himne nacional (国旗及び国歌に関する法律, Kokki Oyobi Kokka ni Kansuru Hōritsu). Després de l'adopció, va sorgir una controvèrsia per l'execució de l'himne en les cerimònies de les escoles públiques. Juntament amb la bandera nacional, el Kimigayo va ser considerat com un símbol de l'imperialisme japonès i del militarisme japonès en temps de guerra.

## Protocol
La lletra i la notació musical de l'himne apareixen en el segon apèndix de la llei sobre la bandera i l'himne nacional. Pel que fa a la partitura en si, té un arranjament vocal sense esmentar-ne el tempo, i tota la lletra està escrita en hiragana. L'himne està compost en 4/4 (quatre per quatre) en el mode dòric. La llei sobre la bandera i l'himne nacional no detalla de quina manera s'ha de mostrar respecte quan s'interpreta el "Kimigayo". En una declaració feta pel primer ministre Obuchi, la legislació no imposarà noves regulacions al poble japonès pel que fa al respecte en la bandera o l'himne. Tanmateix, els organismes governamentals locals i les organitzacions privades de vegades suggereixen o exigeixen que se segueixin certs protocols. Per exemple, una directiva de l'octubre de 2003 del Govern Metropolità de Tòquio exigia que els professors es posessin drets durant l'himne nacional a les cerimònies de graduació. Mentre estan drets, els professors han de cantar el "Kimigayo" mentre miren cap a la bandera del Japó, la Hinomaru. La llei sobre la bandera i l'himne nacional no dicta tampoc quan ni on s'ha de tocar el "Kimigayo". L'himne, però, es toca habitualment en esdeveniments esportius dins del Japó o en esdeveniments esportius internacionals en els quals el Japó té un equip competidor. En els tornejos de sumo, el "Kimigayo" es toca abans de la cerimònia de lliurament de premis.

## Lletra
| Kanji                                                      | Hiragana                                                             | Rōmaji                                                                          | Transcripció AFI                                                                                              | Català |
| ---------------------------------------------------------- | -------------------------------------------------------------------- | ------------------------------------------------------------------------------- | --- | --- |
| 君が代は 千代に八千代に さざれ石の 巌となりて 苔の生すまで | きみがよは ちよにやちよに さざれいしの いわおとなりて こけのむすまで | Kimigayo wa Chiyo ni yachiyo ni Sazare-ishi no Iwao to narite Koke no musu made | [ki.mi.ɡa.jo ɰa] [t͡ɕi.ꜜjo ɲi ja.ꜜt͡ɕi.jo ɲi] [sa.za.ɾe.ꜜi.ɕi no] [i.ɰa.o to na.ɾi.te] [ko.keꜜ no mɯ.ꜜsɯ ma.de] | Que el vostre regne, senyor, duri mil generacions, vuit mil generacions, fins que els còdols es facin roques i hi broti la molsa. |

En el japonès modern, kimi (君) significa «tu». Tanmateix, des de l'era Heian (quan el poema va ser escrit) fins a començaments del segle xx, significava «Senyor» o «Dama».